# Megasoma pachecoi
Megasoma pachecoi es una especie de escarabajo rinoceronte del género Megasoma, tribu Dynastini, familia Scarabaeidae. Fue descrita científicamente por Cartwright en 1963.
La especie se mantiene activa durante los meses de agosto, septiembre, octubre y noviembre.

## Descripción
Mide 30-38 milímetros de longitud.

## Distribución
Se distribuye por México.